# Хламидиоз
Хламидиоз (хламидиаз) — инфекционное заболевание, передающееся половым путём, вызываемое хламидиями (Chlamydia trachomatis). Является одним из самых распространённых заболеваний, передающихся половым путём.
По статистике ежегодно хламидиозом в мире заболевает 100 млн человек, а число инфицированных хламидиями людей на всем земном шаре по самым скромным подсчётам достигает одного миллиарда. По данным ВОЗ и многочисленных отечественных и зарубежных исследователей, урогенитальный хламидиоз является одним из самых распространённых заболеваний, передаваемых половым путём, поэтому для современной венерологии создание максимально эффективных средств лечения так называемых негонококковых воспалительных заболеваний органов мочеполовой системы остаётся актуальным.
По разным данным, от 5 до 15 % молодых сексуально активных людей заражены хламидийной инфекцией. У пациентов дерматовенерологических диспансеров Российской Федерации данная инфекция встречается в 2—3 раза чаще, чем гонорея. Частота негонококковых воспалительных заболеваний органов мочеполовой системы в 5—6 раз превышает таковую у гонореи, их инкубационный период более длительный, клинические проявления менее выражены, чаще возникают осложнения, среди возбудителей преобладают хламидии. Широкое распространение хламидийной инфекции связано прежде всего с бессимптомным течением заболевания.

## История
Хламидии являются внутриклеточными паразитами, которые, внедрившись в клетку, питаются её содержимым и размножаются. При разрушении клетки, выделяется уже больше микроорганизмов, которые поражают новые клетки. Хламидии способны вызывать у человека спектр органных поражений, во много раз перекрывающий таковой, например, у грамотрицательных пиогенных кокков. Хламидии, в отличие от многих других микроорганизмов, способны повреждать одновременно и наружные, и внутренние половые органы, слизистую дыхательных путей, интиму сосудов и сердце, синовиальную выстилку суставов, зубы, органы зрения и слуха.
Долгое время Chlamydia trachomatis, едва различимые в световой микроскоп, не привлекали пристального внимания медицины, поскольку не имели ни отягощённого анамнеза, ни шумной истории открытия. Хламидии нельзя было причислить ни к вирусам, ни к известным классическим бактериям, поскольку они устроены и проявляют себя сложнее первых, но проще вторых.
Хламидии задолго до зачисления их в отдельное семейство и род удостаивались пышных и необычных имён: «Миягаванеллы» (Miyagawanella), «гальпровии» (Halprowia), «бедсонии» (Bedsonia).
14 июня- отмечается День Хламидии.

## Этиология
Chlamydia trachomatis представляют собой неподвижные, кокковидные, грамотрицательные облигатные внутриклеточные микроорганизмы. Хламидийная инфекция поражает главным образом мочеполовую систему. В настоящее время урогенитальный хламидиоз является самой распространённой (до 60 %) причиной негонококковых уретритов. Длительное время скрыто существуя, при неблагоприятных условиях (воздействие антибиотиков, перегревание, переохлаждение, простуда) хламидии способны трансформироваться в так называемые L-формы — как бы «впадают в спячку». Данный феномен способствует длительному внутриклеточному паразитированию без конфликтов с иммунной системой хозяина. При делении клеток организма спящие хламидии передаются дочерним клеткам. Только в период иммуносупрессии (подавления защитных сил) возможно активное размножение и так называемая реверсия (пробуждение) хламидий из L-форм.
У Chlamydia trachomatis разделяют следующие антигенные серотипы:
- A, B, Ba, C — вызывают трахому;
- D, E, F, G, H, I, J, K — вызывают конъюнктивит и урогенитальные инфекции;
- L1, L2, L3 — вызывают венерическую лимфогранулему.

Также к роду хламидии относят:
- Chlamydia suis (от лат. род. Sus) — впервые была выделена у свиньи (Sus scrofa). Различные штаммы C. suis вызывают конъюнктивит, энтерит и пневмонию у животных и характеризуются повышенной резистентностью к сульфадиазину и тетрациклину.
- Chlamydia muridarum (от лат. сем. Muridae) — ранее рассматриваемый как третий биовар C. trachomatis (MoPn mouse pneumonitis), является возбудителем заболеваний грызунов семейства Muridae.
- В соответствии с изменённой классификацией виды Chlamydia pneumoniae, Chlamydia psittaci и Chlamydia pecorum выделены в отдельный род Chlamydophila[2].

## Пути заражения
Заражение хламидиозом обычно происходит половым путём, однако передача происходит не во всех случаях: если гонореей от больного партнёра заразятся во время полового контакта 3 из 4 человек, то хламидиозом — 1 из 4. Женщины более восприимчивы к хламидиозу.
Инкубационный период — от 2 недель до 1 месяца. Основные пути заражения — вагинальный, анальный половой контакт, контактно-бытовой (сауна, баня), общие средства гигиены, полотенца, простыни.
Дети могут инфицироваться при прохождении через родовые пути матери, больной хламидиозом. Контактно-бытовой путь передачи с загрязнённых рук на глаза, половые органы. Установлено сохранение инфекционности хламидий на бытовых предметах во влажных условиях до 2 суток при температуре 19-20°C.

## Патогенез
Микробиологические особенности Chlamydia trachomatis:
- Внутриклеточное паразитирование — объединяет хламидии с вирусами, при этом хламидии не способны синтезировать АТФ и полностью зависят от энергетических ресурсов клетки — то есть в процессе паразитирования разрушают её полностью.
- Наличие клеточной оболочки — объединяет хламидии с бактериями — это позволяет применять антибиотики для лечения хламидиоза.
- Тропизм к эпителию определённых органов (мочеполовые органы, конъюнктива).
- Наличие уникального жизненного цикла.

От всех других микроорганизмов хламидии отличаются совершенно особым жизненным циклом, который начинается с инфицирования чувствительных клеток хозяина посредством специфичного для хламидий процесса фагоцитоза.
Хламидии существуют в организме в двух формах:
- элементарные тельца (ЭТ) — или внеклеточные инфекционные тельца;
- ретикулярные тельца (РТ) — внутриклеточная форма возбудителя.

ЭТ, внедряясь в эпителиальную клетку, образуют колонию РТ (включения), которые используя энергетические ресурсы клетки хозяина, размножаются, переходя сначала в так называемые промежуточные тельца, а затем в новые ЭТ, которые выходят из разрушенной клетки в межклеточное пространство и заражают новые клетки. Весь цикл развития продолжается 48—72 часа и за одну фазу развития образуется 200—1000 новых ЭТ.
Первая ступень инфекционного процесса — прикрепление метаболически неактивного, но инфекционного элементарного тельца к клетке хозяина. Обычно это реснитчатый цилиндрический или кубический эпителий (конъюнктива, уретра, эндоцервикс, эндометрий, маточные трубы).
После прикрепления следует фагоцитоз элементарного тельца, им же и индуцируемый. Внутри клетки элементарные тельца существуют в цитоплазматической вакуоли — фагосоме, где хламидии остаются весь цикл роста, а поверхностные антигены микроба ингибируют распад и лизис фагосомы. Возможно, это одна из причин хронизации инфекции. Далее элементарное тельце преобразуется в ретикулярное тельце, уже метаболически активное и способное к делению. Ретикулярное тельце неинфекционно и не может выжить вне клетки. Ретикулярные тельца делятся 8—24 часа, конденсируются и превращаются в новые элементарные тельца. Через 48—72 часа клетка разрушается и элементарные тельца выделяются во внешнюю среду. Этим начинается новый цикл размножения хламидии, который длится около 48 часов.
Хламидия напоминает вирус тем, что является полностью внутриклеточной бактерией: зависит от питательных веществ и энергии клетки — хозяина, не синтезирует АТФ, являясь энергетическим паразитом. Но, как и все бактерии, содержит как ДНК, так и РНК, размножается делением, имеет твёрдую оболочку наподобие грамотрицательных бактерий, которая содержит сходный липополисахарид.

## Клинические проявления
Хламидиоз очень часто протекает бессимптомно, либо с минимальными проявлениями. Абсолютно без симптомов хламидиоз протекает у 46 % мужчин и 67 % женщин. Если же симптомы присутствуют, то выражены они неярко.
Симптомы хламидиоза у женщин
Хламидиоз у женщин проявляет себя такими симптомами, как выделения из влагалища слизистые или слизисто-гнойные. От нормальных выделений они могут отличаться неприятным запахом или желтоватым оттенком. Могут появиться несильные боли в области наружных и внутренних половых органов, зуд и жжение (в том числе при мочеиспускании), боли внизу живота — в области малого таза, усиление болей перед менструацией, межменструальные кровотечения. Также у женщины может наблюдаться общая слабость и лёгкое повышение температуры тела — симптомы интоксикации.
Симптомы хламидиоза у мужчин
У мужчин симптомы наличия хламидийной инфекции проявляются вначале в большинстве случаев как лёгкое воспаление мочеиспускательного канала затяжного (хронического) течения — уретрит, который продолжается не менее нескольких месяцев. У мужчин могут появиться скудные стекловидные выделения из мочеиспускательного канала. При мочеиспускании могут отмечаться зуд и жжение. Могут быть разные боли, в основном несильные: болеть может в мочеиспускательном канале, в мошонке, в пояснице, в яичках. Может повыситься температура тела — до 37 °C, мужчина может ощущать общую слабость — следствие интоксикации. Может наблюдаться помутнение мочи, наличие в ней гнойных нитей. У некоторых мужчин могут даже появляться кровянистые выделения в конце мочеиспускания или при семяизвержении.
В ряде случаев происходит длительное сохранение хламидий в организме в виде изолированных микроколоний на слизистых — так называемое носительство. При клиническом, инструментальном и лабораторном обследовании никаких признаков поражения органов не выявляется — то есть человек клинически здоров, и лишь при применении высокоточных методов лабораторной диагностики (ПЦР, культуральное исследование) выявляются хламидии. Это состояние связано с подавлением размножения хламидий иммунной системой организма.
Симптомы орального хламидиоза
Данный тип симптомов не обязательно связан с заражением через половой контакт (в том числе и оральный). Возможно заражение через посуду и раны во рту. При хламидиозе орального типа пациент испытывает заложенность носа. В носоглотке можно обнаружить густую липкую слизь. Эта мокрота переходит на нижнее и верхнее небо. Потом она появляется на языке. У этой слизи очень неприятный запах, который напоминает загнившую рыбу. Чаще всего она вначале формирует небольшие участки и только потом разрастается на всю ротовую полость.
Слизь имеет белый цвет и похожа на налёт пастообразного типа. Миндалины и задняя стенка горла начинают опухать. Если немного нажать на мягкие ткани в ротовой полости, то пациент испытывает болевые ощущения, но они кратковременные. Гиперемии не наблюдается. Гнойных отложений не возникает. Постепенно пациент теряет чувствительность рецепторов языка из-за специфического налёта. Потом ему будет очень трудно жевать и глотать еду из-за боли при прикосновении и отёка. Слизь скапливается и под корнем языка. Пациент будет ощущать, будто во рту и трахее у него множество ссадин, которые побаливают. Эпителиальные слои языка постепенно будут высыхать, трескаться и шелушиться. Дыхание приобретает очень неприятный запах. В некоторых случаях возникает непроизвольное шевеление и подёргивание языка, которое вызывается спазмами.
Возможны астматические приступы, при этом пациенту сложно как вдыхать воздух, так и выдыхать. Пациенту становится сложно дышать в ночное время, эозинофилы повышены. Возможно проявление только одного из симптомов, что затрудняет диагностику. Пациент, с подобными симптомами должен быть проверен на наличие хламидийной инфекции, несмотря на то, что гормональное лечение приносит результаты.

## Осложнения
- Болезнь Рейтера (уретро-окуло-синовиальный синдром) — характеризуется триадой симптомов: уретрит, конъюнктивит и реактивный артрит. Также при синдроме встречается различного вида поражение кожных покровов и цирцинарный баланопостит.
- Стриктура уретры — сужение мочеиспускательного канала вследствие рубцовых изменений слизистой уретры, единственным методом лечения которой является оперативное вмешательство.
- Орхоэпидидимит, ведущий к сужению выносящих спермовыводящих путей и гибели клеток Лейдига, что ведёт к прекращению спермагенеза (производства сперматозоидов) и мужскому бесплодию.
- Хронический простатит, ведущий к гибели железистой ткани предстательной железы, сужению протоков простаты, изменению количества и качества секрета простаты, что приводит к обездвиживанию и быстрой гибели сперматозоидов.
- Воспалительные заболевания органов малого таза (ВЗОМТ) у женщин — хламидийная инфекция может проникнуть в матку, придатки матки, маточные трубы женщины вызывая там воспалительный процесс — эндометрит, сальпингоофорит, сальпингит. Отличительной чертой хламидиоза является образование рубцов и спаек в маточных трубах, что является причиной внематочной беременности и трубного бесплодия.

Наличие хламидиоза часто приводит к преждевременному окончанию беременности (выкидыши); опасность представляет инфицирование плода во время родов (до 40 %). Основные формы проявления хламидиоза у новорождённых (врождённый хламидиоз):
- Офтальмохламидиоз (20 %) — конъюнктивит с включениями.
- Хламидийная пневмония новорождённых (20—25 %).
- Генерализованный хламидиоз с поражением лёгких, сердца, печени, желудочно-кишечного тракта.
- Энцефалопатия с судорогами, апноэ.
- Хламидийная пневмония новорождённых — инфицирование новорождённого хламидиями во время родов от больной матери часто приводит к возникновению у них воспаления лёгких (пневмонии) с крайне тяжёлым течением и с высокой летальностью.
- Синдром Фитца — Хью — Куртиса — его считают ранним осложнением хламидийной инфекции. Проявляется как острый перитонит и перигепатит, сопровождающийся асцитом и может протекать без проявления ВЗОМТ.

## Диагностика
Диагностика хламидиоза сложна, поскольку Chlamydia trachomatis — внутриклеточный паразит. В связи с этим для диагностики хламидиоза берут не мазок (слизь и выделения), а соскоб (клетки больного органа), но применение неинвазивных тестов иногда более приемлемо для пациентов. Материалом для анализа на хламидии также может стать кровь, моча и сперма у мужчин.
Для выявления хламидий используются следующие лабораторные методики.
- Метод полимеразной цепной реакции (ПЦР). Этот метод на сегодня обладает самой большой чувствительностью и специфичностью — до 100 %. Для анализа нужно немного материала, а результаты готовы через 1—2 дня. Этот метод даёт ложноположительные результаты только в случае нарушения процесса забора, транспортировки и обработки биоматериала, а также проведения самого анализа. Подтверждение положительного результата, полученного методом ПЦР, не требуется. Данный метод рекомендован как предпочтительный в диагностике хламидийной инфекции[3].
- Иммуноферментный анализ (ИФА). Определение антител (IgG, IgA, IgM) к хламидиям в крови. Эти антитела вырабатываются организмом в ответ на инфицирование. Антитела к хламидиям выявляются при взаимодействии со специальными препаратами, содержащими хламидийные антигены, образующие с антителами прочный комплекс, который можно обнаружить разными способами. Помимо обычных соскобов, для проведения анализа методом ИФА берётся и кровь. Метод не только выявляет возбудителя заболевания, но и сообщает, на какой стадии хламидиоз находится — в острой или хронической. Первые антитела появляются на 10—20-й день заболевания. Потом появляются и другие антитела, которые могут указать врачу на хронический хламидиоз, или на повторное заражение, либо на активацию плохо пролеченного ранее хламидиоза. Но точность и этого анализа на хламидиоз не превышает 50 %. Это связано с тем, что антитела к Chlamydia trachomatis могут обнаруживаться и у здоровых людей[4]. Наличие антител может быть обусловлено, как ранее перенесённым заболеванием («серологический рубец»), так и перекрёстными реакциями с респираторными хламидиями. Реже причиной ложноположительных результатов ИФА является синдром поликлональной активации. Особенностью этого синдрома является выявление острофазовых антител сразу к большому числу возбудителей[5]. Согласно Клиническим рекомендациям РОДВК 2012 года, метод недопустимо использовать для диагностики хламидийной инфекции[3].
- Посев на хламидии (культуральный метод) с определением чувствительности к антибиотикам. Из всех методов диагностики хламидиоза это самый дорогой и трудоёмкий метод — результаты анализы приходится ждать несколько дней. Метод достаточно точен: если анализ на хламидии методом посева даёт положительный результат, можно не сомневаться о присутствии этих бактерий в организме. Достоинство этого анализа и в том, что в процессе посева определяется, от какого антибиотика инфекция у данного больного погибнет. Суть посева состоит в том, что забранный материал, «высевают» на специальную среду. Через некоторое время по размеру и характеру колонии микробов можно судить, что выросло. Посев выявляет хламидии в 70—90 % случаев. Метод не рекомендуется применять в рутинных исследованиях и для установления этиологии бесплодия[3].
- Микроскопический анализ (общий мазок). При этом виде обследования у мужчин берётся мазок из уретры, у женщин — мазки одновременно из влагалища, шейки матки и наружного отверстия мочеиспускательного канала. Это один из самых старых методов, однако он до сих пор не утратил своего значения. Мазок привлекателен своей доступностью, поскольку стоит недорого, а во многих государственных поликлиниках его делают бесплатно. Но вероятность выявить хламидийную инфекцию таким способом очень мала, не более 15 %, так как микроскопический анализ способен обнаружить только наличие воспалительного процесса. По результатам мазка можно в лучшем случае лишь заподозрить наличие хламидиоза, так как при хламидиозе количество лейкоцитов в мазке очень незначительно или даже не превышает нормы. Согласно Клиническим рекомендациям Российского общества дерматовенерологов и косметологов 2012 года, микроскопический и морфологический методы недопустимо использовать для диагностики хламидийной инфекции[3].
- Реакция иммунофлюоресценции (РИФ). Взятый из уретры или цервикального канала материал окрашивают специальным веществом, потом исследуют под специальным микроскопом (так называемым флюоресцентным). Если хламидии присутствуют, то они светятся, как светлячки в объективе микроскопа. Точность этого метода — до 50 %. Время для анализа — не более часа. Точность в 50 % — основной недостаток метода. Для проведения анализа РИФ нужен очень профессиональный лаборант, для забора материала — профессиональный врач, непрофессионализм снижает и качество метода. Минусы РИФ в том, что исследуемого материала должно быть много, а болезнь — находиться уже в активной стадии. Бывают и ложноположительные результаты, когда вместо хламидии высвечиваются стафилококки. Неточности методу добавляет и тот факт, что результаты интерпретируются глазами лаборанта — для этого метода характерна высокая субъективность оценки результата. Поэтому метод иммунофлуоресценции недопустимо использовать для диагностики хламидийной инфекции[3].
- Мини-тесты, которые продаются в аптеке. Преимущества данного способа диагностики — низкая стоимость и быстрота, однако точность не превышает 20 %.

Методы получения ПЦР на хламидии
Мужчины— наиболее информативный метод, анализ первой порции утренней мочи.
- Мужчины—забор мазка из мочеиспускательного канала осуществляется специальными одноразовыми инструментами.
- Женщины — забор из влагалища, цервикального канала, уретры осуществляется специальными одноразовыми инструментами.

Подготовка к сдаче ПЦР анализа
- Мужчины — три часа не мочиться.
- Женщины — не производить глубокого промывания влагалища; три часа не мочиться.

## Лечение
В России диагноз «хламидиоз» ставится с начала 1990-х годов; ранее не было ни надёжных средств диагностики данного заболевания, ни эффективных методов его лечения.
В 1990-х схема лечения хламидиоза была длительной (2—3 месяца и более), сложной и многоступенчатой (последовательный приём нескольких антибиотиков, а также местные противомикробные и противогрибковые средства, гепатопротекторы и т. д.), имела ряд побочных эффектов и не всегда давала устойчивое выздоровление. Ситуация кардинально изменилась в 2000-е годы с появлением новых эффективных и безопасных антибиотиков: ныне курс лечения хламидиоза занимает 2—3 недели.
Поскольку Chlamydia trachomatis — внутриклеточный паразит, выбор препаратов ограничивается теми, которые способны проникать внутрь клетки. К макролидам относятся антибиотики, содержащие в молекуле макроциклическое лактановое кольцо, связанное с одним или несколькими углеводными остатками. Различия в химической структуре макролидов не столь существенны, но их физико-химические и биологические качества различаются. 14-членные макролиды — эритромицин, олеандомицин, кларитромицин, рокситромицин; 15-членный — азитромицин; 16-членные — джозамицин и спирамицин. Макролиды «нового поколения» незначительно отличаются от эритромицина по спектру действия, но имеют неполную перекрёстную устойчивость с ним, улучшенную фармакокинетику и повышенный профиль безопасности.
Препаратом выбора в лечении урогенитального хламидиоза по последним международным стандартам (рекомендации ВОЗ, Европейские рекомендации 2010 г. — European guideline for the management of Chlamydia trachomatis infections) является азитромицин — однократный приём соответствующей дозы; либо применяется 7-дневный курс доксициклина. Альтернативными являются прочие макролиды, фторхинолоны.
Применение при беременности возможно, если ожидаемый эффект терапии превышает потенциальный риск для плода. Категория действия на плод по FDA — B. На время лечения следует прекратить грудное вскармливание.
Помимо антибиотика, схема лечения хламидиоза иногда включает противогрибковые препараты (флуконазол), индивидуально подобранные иммуномодуляторы; при наличии обильных выделений из уретры используют также местные противомикробные препараты.
Обязательному обследованию и, при необходимости, лечению подлежат все партнёры, находившиеся в половом контакте с больным. В период лечения и диспансерного наблюдения половая жизнь не рекомендуется либо используется презерватив. Во время лечения запрещён приём алкогольных напитков; рекомендуется также ограничить употребление молочных продуктов.

## Контроль излеченности
Установление клинико-микробиологических критериев излеченности хламидийной инфекции проводится:
- ИФА на IgA через 1,5—2 месяца после лечения (выздоровление: IgA нет).
- ИФА на IgG через 1,5—2 месяца после лечения (выздоровление: снижение титра в 4—8 раз). Однако после выздоровления титр IgG может остаться на прежнем уровне (так называемый «серологический рубец»). Поэтому большинство стандартов не рекомендуют использовать определение антител для установления излеченности хламидиоза.
- ПЦР через 1,5—2 месяца после лечения (выздоровление: ПЦР отр).